# Like This (Kelly Rowland)
Like This è il nono singolo ufficiale di Kelly Rowland, che anticipa il secondo album dell'artista. Il brano figura la collaborazione di Eve. Diviene una grande hit commerciale in molti paesi del mondo, tra i quali USA e Canada, ma ottiene successo anche in Europa e in Oceania.

## Formati di distribuzione del singolo
CD maxi singolo
1. Like This (album version) - 3:35
2. Like This (DJ Speedy mix); featuring Sean P) - 3:29
3. Like This (Redline radio remix) - 2:48
4. Like This (DJ Esape & Tony Coluccio radio remix) - 3:33

CD singolo
1. Like This (album version) - 3:35
2. Like This (instrumental) - 3:35

UK single (part 1)
1. Like This (album version) - 3:35
2. Like This (Redline radio remix) - 2:48

## Classifiche
| Chart (2007)                         | Peak position |
| ------------------------------------ | ------------- |
| U.S. Billboard Hot Dance Club Play   | 1             |
| Billboard Canadian Hot 100           | 2             |
| Official Singles Chart               | 4             |
| Irish Singles Chart                  | 5             |
| German Black Charts                  | 6             |
| U.S. Billboard Hot R&B/Hip-Hop Songs | 7             |
| Euro Digital Songs                   | 8             |
| New Zealand Singles Chart            | 11            |
| Australian ARIA Singles Chart        | 13            |
| Eurochart Hot 100 Singles            | 16            |
| Global Dance Tracks                  | 21            |
| U.S. Billboard Hot 100               | 30            |
| U.S. Billboard Pop 100               | 44            |
| Dutch Singles Chart                  | 46            |
| Belgian (Flanders) Singles Chart     | 50            |
| Austrian Singles Chart               | 75            |
| Swiss Singles Chart                  | 77            |